# 엣나인필름
엣나인필름(영어: at9 Film)은 1996년에 설립된 대한민국의 영화 투자·배급사이다.

## 개요
엣나인필름은 두 개의 멀티플렉스 극장과 자동차극장, 그리고 예술영화극장인 아트나인을 운영하고 있다. 2009년 《어둠의 아이들》을 처음으로 외화 수입을 시작하여, 현재까지 다양한 예술영화를 수입 및 배급하고 있다. 엣나인필름은 《날아라 펭귄》(2009)을 시작으로 한국 독립·예술영화에 대한 투자·배급을 늘려가고 있다. 주요 작품으로는 《남영동1985》, 《우리들》, 《주리》, 《숫호구》, 《야간비행》, 《공정사회》 등이 있다.

## 작품

### 국내 작품
- 날아라 펭귄 (2008년)
- 남영동1985 (2012년)
- 코알라 (2013년)
- 공정사회 (2013년)
- 숫호구 (2014년)
- 야간비행 (2014년)
- 만신 (2014년)
- 글로리데이 (2015년)
- 꿈의 제인 (2016년)
- 메소드 (2017년)
- 우리집 (2019년)
- 벌새 (2019년)
- 메기 (2019년)
- 족벌 두 신문 이야기 (2021년)
- 아무도 없는 곳 (2021년)

### 수입 작품
- 《어둠의 아이들》 (2009년)
- 《퀸 락 몬트리올》 (2009년)
- 《세 얼간이》 (2011년)
- 《마에스트로 6》 (2011년)
- 《인 어 베럴 월드》 (2011년)
- 《아르마딜로》 (2012년)
- 《로렌스 애니웨이》 (2013년)
- 《Mommy2014》 (2014년)
- 《더블: 달콤한 악몽》 (2014년)
- 《님포매니악》 (2014년)
- 《로렐》 (2015년)
- 《히어 애프터》 (2015년)
- 《노마: 뉴 노르딕 퀴진의 비밀》 (2016년)
- 《사마에게》 (2019년)
- 《사랑이 뭘까》 (2019년)